# Dominique Valbelle
Dominique Valbelle (Parigi, 15 settembre 1947) è un'egittologa e archeologa francese. È stata direttrice dell'Istituto di Egittologia dell'Università di Lille III dal 1983 al 2001 e ha diretto il Centro di ricerca egittologica della Sorbona dal 2001 al 2013. Ha presieduto la Société française d'égyptologie dal 1997 al 2009 ed è stata uno dei suoi vicepresidenti dal 2009 al 2017.
È co-direttrice scientifica del Centro franco-egiziano per lo studio dei templi di Karnak (CFEETK).
È stata titolare della cattedra di Egittologia presso l'Università di Parigi IV - Sorbona dal 2001 al 2016.
Fino al 2011 ha condotto una campagna archeologica presso il sito di Tell el-Herr (Nord Sinai). Partecipa tuttora come epigrafista alla missione archeologica svizzera presso Kerma (Sudan).

## Pubblicazioni
- Ouchebtis de Deir el-Médineh, (DFIFAO). Le Caire, 1972.
- La tombe de Hay à Deir el-Médineh, nº 267, (MIFAO 95). IFAO, Le Caire, 1975.
- AA. VV., Études sur l'Égypte et le Soudan anciens, CRIPEL. Presses universitaires de Lille, settembre 1975, gennaio 1976, 1979, 1981 e gennaio 1985.
- Catalogue des poids à inscriptions hiératiques de Deir el-Médineh N° 5001-5423, (DFIFAO). IFAO, Le Caire, 1977.
- AA. VV., Les Égyptiens au Sinaï. Bayard-Presse, Paris, 1979
- Satis et Anoukis. Philipp von Zabern, Mainz, 1981
- Con G. Husson, L'État et les institutions en Égypte, des premiers Pharaons aux empereurs romains. Collin, Paris, 1982, 1992. In spagnolo, Instituciones de Egypto/Instituto o Egypto: De los primeros faraones a los Emperadores Romanos. Ediciones Catedra S.A., 1999.
- Précisions apportées par l'iconographie à l'un des emplois du mot "dmj" (MGEM). IFAO, Le Caire, 1985.
- Les Ouvriers de la tombe, Deir El-Médineh à l'époque ramesside (Bibliothèque d'étude 96). IFAO, Le Caire, 1985.
- AA. VV., Sociétés urbaines en Égypte et au Soudan, (CRIPEL). Presses universitaires de Lille, 1985.
- La Vie dans l'Égypte ancienne, (Que sais-je 1302). PUF, Paris, 1988, 1992 e 2000.
- Con J. L. Huot et J. P. Thalmann, Naissance des cités. Origines, Nathan, Paris, 1990.
- Les neuf arcs, L'Égyptien et les étrangers de la préhistoire à la conquête d'Alexandre. Armand Colin, Paris, 1990.
- L'égyptologie, (Que sais-je? 1312). PUF, Paris, 1991, 1994.
- La notion d'identité dans l'Égypte pharaonique, Vol. 2, p. 551-556, in Atti del VI Congresso Internazionale di Egittologia, Torino, 1993.
- Con C. Bonnet, Le sanctuaire d'Hathor, maîtresse de la turquoise, Sérabit el-Khadim au Moyen Empire. Picard, Paris, 1996.
- Con M. El Maksoud, «La marche du Nord-est», p. 60-65, in Les Dossiers d'archéologie, Paris, 1996.
- Con Charles Bonnet, Le Sinaï durant l'antiquité et le moyen âge, 4000 ans d'histoire pour un désert, colloque tenu à l'UNESCO (septembre 1997). Errance, Paris, 1998.
- Villes et campagnes de l'Égypte ancienne, dossiers de diapositives. La Documentation française, Paris, 1998.
- Histoire de l'État pharaonique. édition PUF, 1998 e 2000.
- Con R. Solé, La Pierre de Rosette. Éditions du Seuil, 1999 et Collection Ponts, febbraio 2004. In inglese: The Rosetta Stone: The story of the decoding of hieroglyphics. Profile Books Ltd, Four Walls Eight Windows, 2002.
- AA. VV., L'acrobate au taureau: les découvertes de Tell el-Da'a et l'archéologie de la Méditerranée orientale, 1800-1400 av. J.-C. (Louvre - conférences et colloques). La Documentation Française, 1999
- AA. VV., Édifices et rites funéraires à Kerma. Mission archéologique de l'université de Genève à Kerma, Collection Érudition, Errance, Paris, 2000.
- AA. VV., Le camp romain du Bas-Empire à Tell el-Herr. Errance, 2000 e 2001.
- Le décret de Memphis: Colloque de la Fondation Singer-Polignac à l'occasion de la célébration du bicentenaire de la découverte de la pierre de Rosette. Diffusion de Boccard, Paris, 2000.
- La vie dans l'Égypte ancienne. édition PUF, 2000.
- Les artistes de la vallée des Rois. Éditions Hazan, 2000 e 2005, ISBN 2850258202
- AA. VV., Images et représentations du pouvoir et de l'ordre social dans l'Antiquité, Actes du colloque, Angers, 28-29 mai 1999. De Boccard, 2001.
- Les artistes de la Vallée des Rois. Fernand Hazan, Paris, 2002 e 2005.
- AA. VV., La vie en Égypte au temps des pharaons. Éditions Khéops, 2004.
- AA. VV., Le temple principal de la ville de Kerma et son quartier religieux. Mission archéologique de l'Université de Genève à Kerma, collection Éruditions, Errance, Paris, 2004.
- AA. VV., Dictionnaire de l'Antiquité. Collection Quadrige, PUF, 2005.
- Con C. Bonnet e J. Leclant, Des Pharaons venus d'Afrique : la cachette de Kerma. Citadelles et Mazenod, 2005. In inglese:The nubian Pharaohs: Black kings on the Nile. American University in Cairo Press, 2006.
- Tell el-Herr: les niveaux hellénistiques et du Haut-Empire, Éditions Errance, août 2007, ISBN 9782877722070.
- Con J. R. Ray e R. Solé, The Rosetta Stone and the rebirth of Ancient Egypt. Wonders of the World, Profile Books,  2007-2008.
- Les Chemins d'Horus. Éditions Grasset, Paris, 2010 ISBN 9782246742517
- Con Charles Bonnet, Les temples égyptiens de Panébès, Le Jujubier, à Doukki Gel, Soudan. éditions Khéops, Paris, 2018 ISBN 978-2-916142-12-8

Dominique Valbelle ha inoltre scritto un centinaio di articoli e 94 voci del Dictionnaire de l'Antiquité curato da Jean Leclant.